# Bec verseur à vin
Le bec verseur à vin est un objet que l’on ajoute sur les bouteilles de vin afin d’améliorer le service (quantité et qualité du service), et dans certains cas d’améliorer la qualité du vin servi.

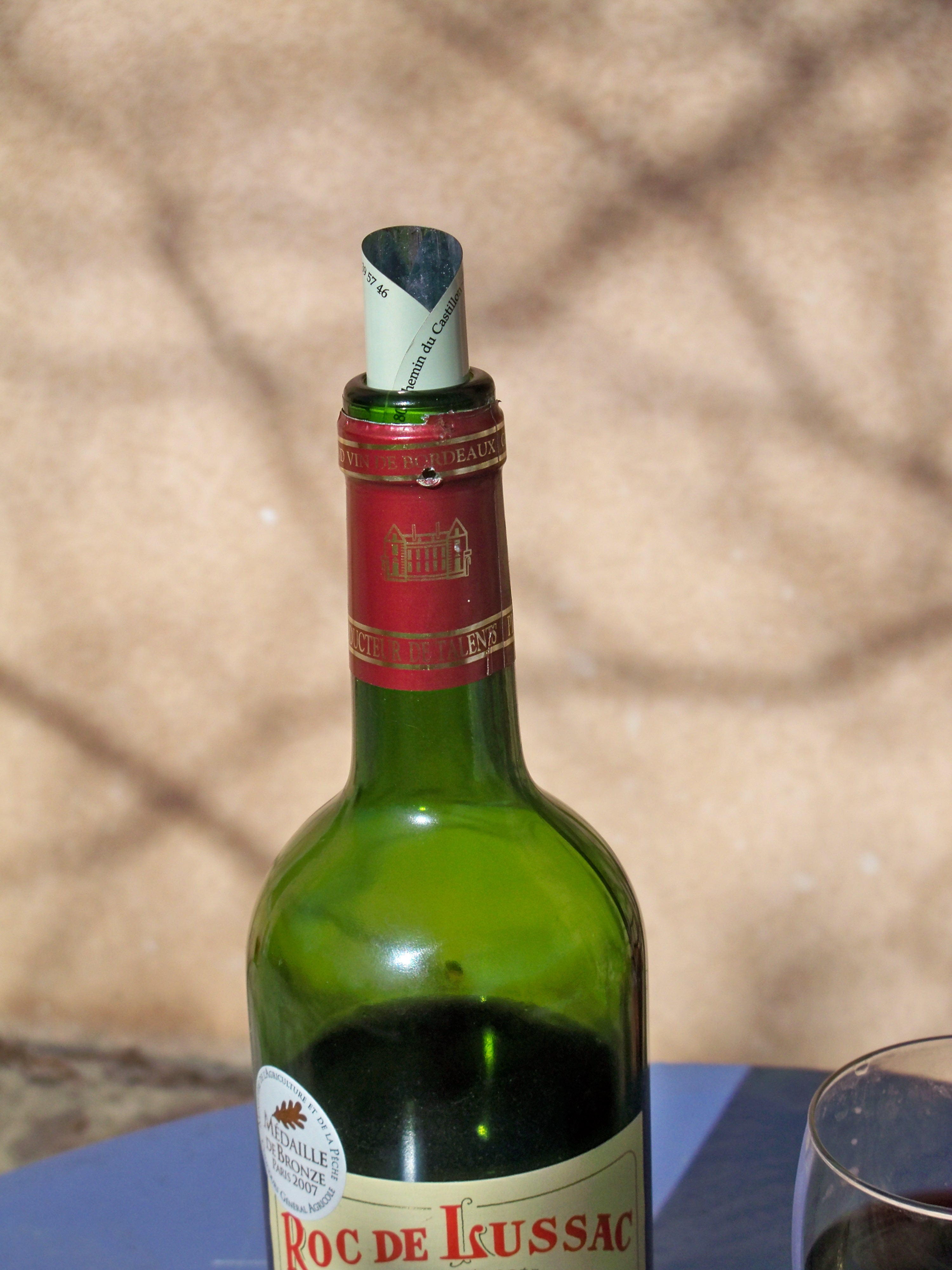
Drop Stop

## Différents types becs verseurs
Il existe différents types de becs verseurs utilisés pour le vin.

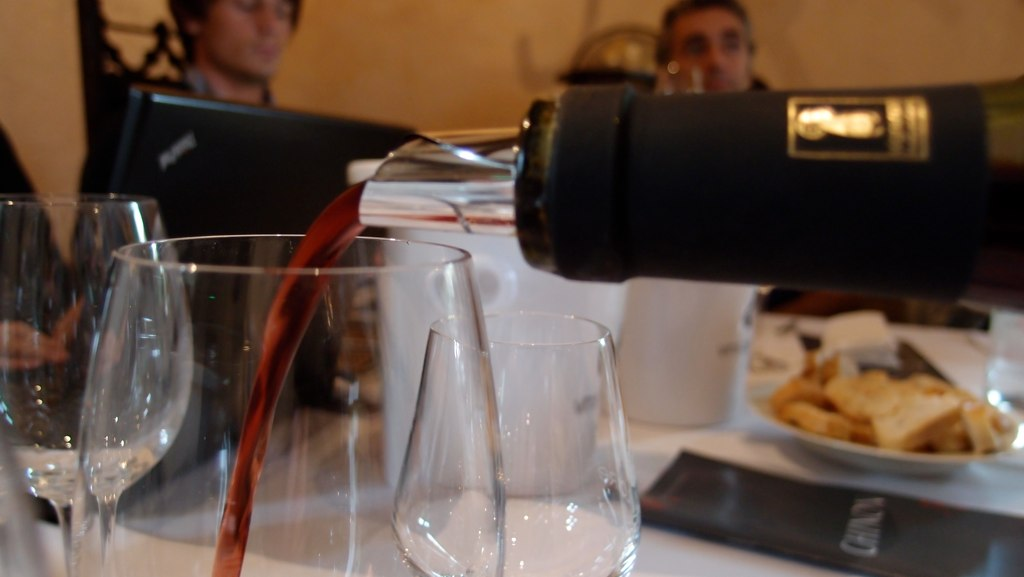
Bec verseur à vin

### Bec verseur «drop stop»
Les becs verseurs les plus simples et les plus répandus sont des systèmes anti-gouttes appelés aussi « drop-stop », constitués d’un disque semi-rigide qui se roule dans le goulot de la bouteille. Comme son nom l’indique, « drop-stop » signifiant « stop-goutte » en anglais, ce bec permet d’éviter que se forme une goutte le long de la bouteille et qu’elle provoque une tache ou salissure. Au lieu de couler le long du goulot et de la bouteille, elle se forme sur le stop-goutte et est arrêtée en touchant le goulot.
Le danois Brian Vang Jensen, est l’inventeur de ce système .
Il est fréquent d'avoir une impression publicitaire sur une face du drop-stop, en général le nom du domaine ou de l’événement.
À ce bec verseur « drop stop » peuvent s’ajouter d’autres options.

### Bec verseur à filtre
Le bec verseur dispose d’un filtre dans le bec permettant de n’avoir aucun dépôt dans le verre de vin servi. Les sédiments du vin sont retenus et la dégustation du vin n’est pas perturbée par ces sédiments peu agréables en bouche.

### Bec verseur décanteur
Il existe aussi le bec verseur décanteur qui, grâce à une plus grande et large surface, permet de maintenir le vin sur une faible hauteur afin de l’aérer plus rapidement libérant ainsi les différents arômes présents dans le vin.
Un autre type de bec verseur décanteur est basé sur une invention du physicien Giovanni Battista Venturi (1746-1822). Un système de tuyaux entre le goulot de la bouteille et le bec permet une plus grande oxygénation du vin.

### Limiteurs de débit
Ces becs verseurs ont un diamètre plus faible qui permet de limiter le débit de vin servi, pour des dégustations notamment, où une faible quantité de vin est nécessaire. Avec un diamètre de goulot normal, la bulle d'air remontant dans la bouteille rend difficile le contrôle de la quantité servie, ce que limite ces becs verseurs.

### Autres types de becs verseurs
À la Foire de Paris 2016, Stéphane Sadoune et Laurent Abadi Bousbaci remportent la médaille de bronze du concours Lépine en présentant Izy, un bec verseur double fabriqué en acrylique produit grâce à une imprimante 3D. Ce bec verseur double permet comme son nom l’indique de servir le vin (ou autre liquide) dans deux verres en même temps.
Enfin, il existe le bec verseur à clapet qui a pour fonction de faciliter le service du vin (stop-goutte, aération du vin) ainsi que la conservation des bouteilles déjà ouvertes.

## Matériaux utilisés
Les becs verseurs sont généralement en inox pour la partie en contact avec le vin afin de ne pas modifier les arômes du vin. La partie permettant de maintenant le bec peut être en liège, plastique ou caoutchouc.